# Łojówka różowawa

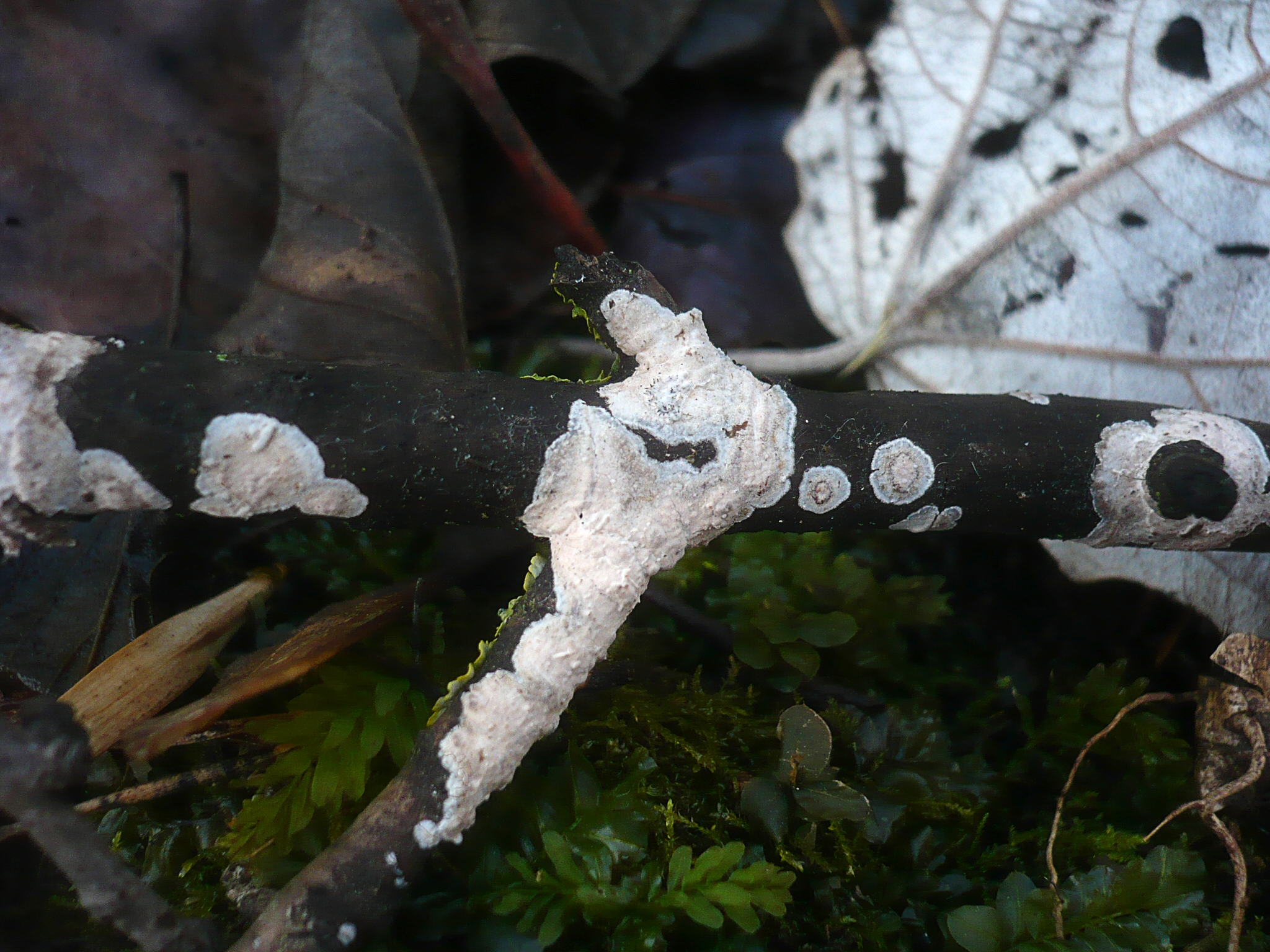

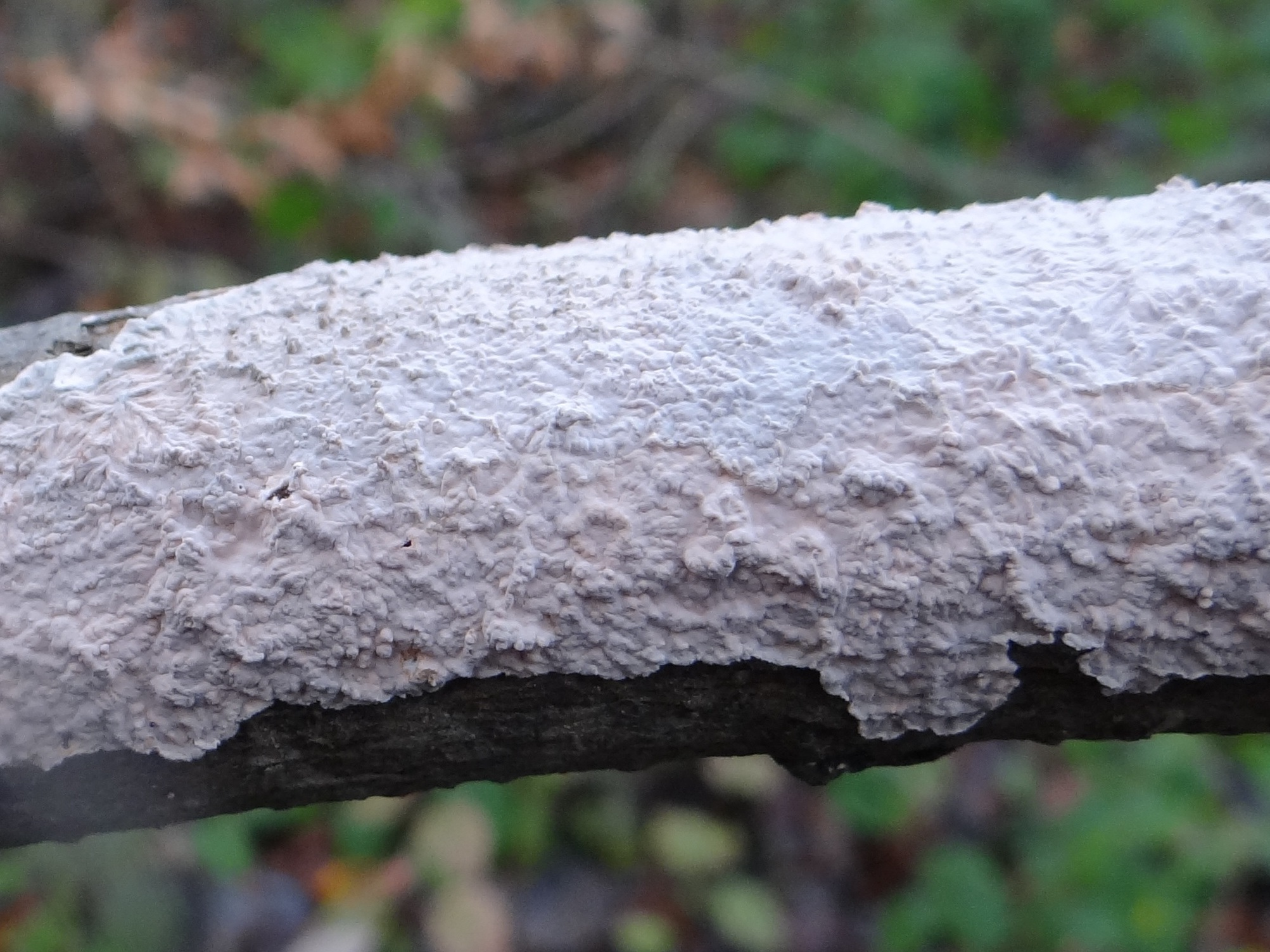

Łojówka różowawa (Exidiopsis effusa Bref.) – gatunek grzybów z rodziny uszakowatych (Auriculariaceae).

## Systematyka i nazewnictwo
Pozycja w klasyfikacji według Index Fungorum: Exidiopsis, Auriculariaceae, Auriculariales, Auriculariomycetidae, Agaricomycetes, Agaricomycotina, Basidiomycota, Fungi.
Takson utworzył w 1888 r. Julius Oscar Brefeld Synonimy naukowe.
- Exidiopsis grisea var. effusa (Bref.) Krieglst. 1999
- Exidiopsis laccata (Bourdot & Galzin) Luck-Allen 1962
- Myxarium laccatum (Bourdot & Galzin) D.A. Reid 1970
- Myxarium nucleatum var. laccatum (Bourdot & Galzin) Krieglst. 1999
- Sebacina effusa (Bref.) Maire 1902
- Sebacina laccata Bourdot & Galzin 1924
- Thelephora effusa (Bref.) Sacc. 1888

Polską nazwę nadał Władysław Wojewoda w 1977 r.

## Morfologia
Owocnik
Rozpostarty, ściśle przylegający do podłoża, skórzasty, cienki. Powierzchnia woskowata i nieco błyszcząca. Morfologicznie jest bardzo zmienny. Jego rozmiar jest bardzo różny – od bardzo małego do bardzo dużego. Również kształt jest bardzo zmienny – od kolistego lub owalnego do różnokształtnego. Jest higrofaniczny, w stanie wilgotnym staje się galaretowaty i przeźroczysty, w stanie suchym ma barwę białawą, różowawą, nieco fiołkową lub szarawą. Barwa biaława pochodzi od zarodników pokrywających owocnik. Łatwo się ścierają i wówczas owocnik jest różowawy, nieco fiołkowy lub szarawy. Po wysuszeniu tworzy bardzo cienką, białą, czerwoną, lub szaro-białą skorupę.
Cechy mikroskopowe
Strzępki cienkie (1,5–2,5 μm), wszystkie ze sprzążkami na przegrodach. Strzępki w obrębie hymenium są rozgałęzione, a podstawki tkwią w galaretowatym miąższu. Nowe strzępki zazwyczaj wyrastają z nasady podstawek. Hyfidy mają szerokość 0,5–1,5 μm, są słabo rozgałęzione i występują razem z podstawkami, lub nad nimi, w starszych owocnikach stają się galaretowate i trudne do odróżnienia. Podstawki mają jajowaty, elipsowaty lub gruszkowaty kształt, rozmiar 16,0 × 10,0  μm i cztery sterygmy. Sterygmy są rurkowate, kręte i bardzo długie, aby mogły dosięgnąć powierzchni. Bazydiospory mają rozmiar 10,5–15 × 3,5–4,5 μm.
Gatunki podobne
Jest kilka podobnych gatunków, których wspólną cechą jest owocnik rozpostarty i ściśle przylegający do powierzchni, cienki i woskowaty o barwie białawej lub różowawej. Rozróżnienie ich może być trudne, gdyż wykazują dużą zmienność morfologiczną, inaczej też wyglądają w stanie suchym i wilgotnym. Ważne jest miejsce występowania. Łojówka wapienna (Exidiopsis calcea) występuje głównie na drzewach iglastych, przeważnie na świerku pospolitym, ale notowano ja także na topoli osice. Zazwyczaj ma bardziej biały owocnik. Tzw. łojówka szarawa (Sebacina grisea, dawniej Exidiopsis grisea) również występuje głównie na drzewach iglastych, zwłaszcza na jodle pospolitej, rzadziej na świerku, ma zazwyczaj grubszy i mniej różowy owocnik oraz krótsze zarodniki. Czasami rozróżnienie tych gatunków możliwe jest dopiero badaniami mikroskopowymi.

## Występowanie i siedlisko
Notowana jest w wielu krajach Europy oraz na Tajwanie. W Polsce występuje dość często.
Występuje w lasach liściastych i mieszanych na martwym drewnie; na pniach i opadłych gałęziach drzew liściastych, szczególnie na buku pospolitym, rzadziej na brzozie brodawkowatej.